# Retrocomputing

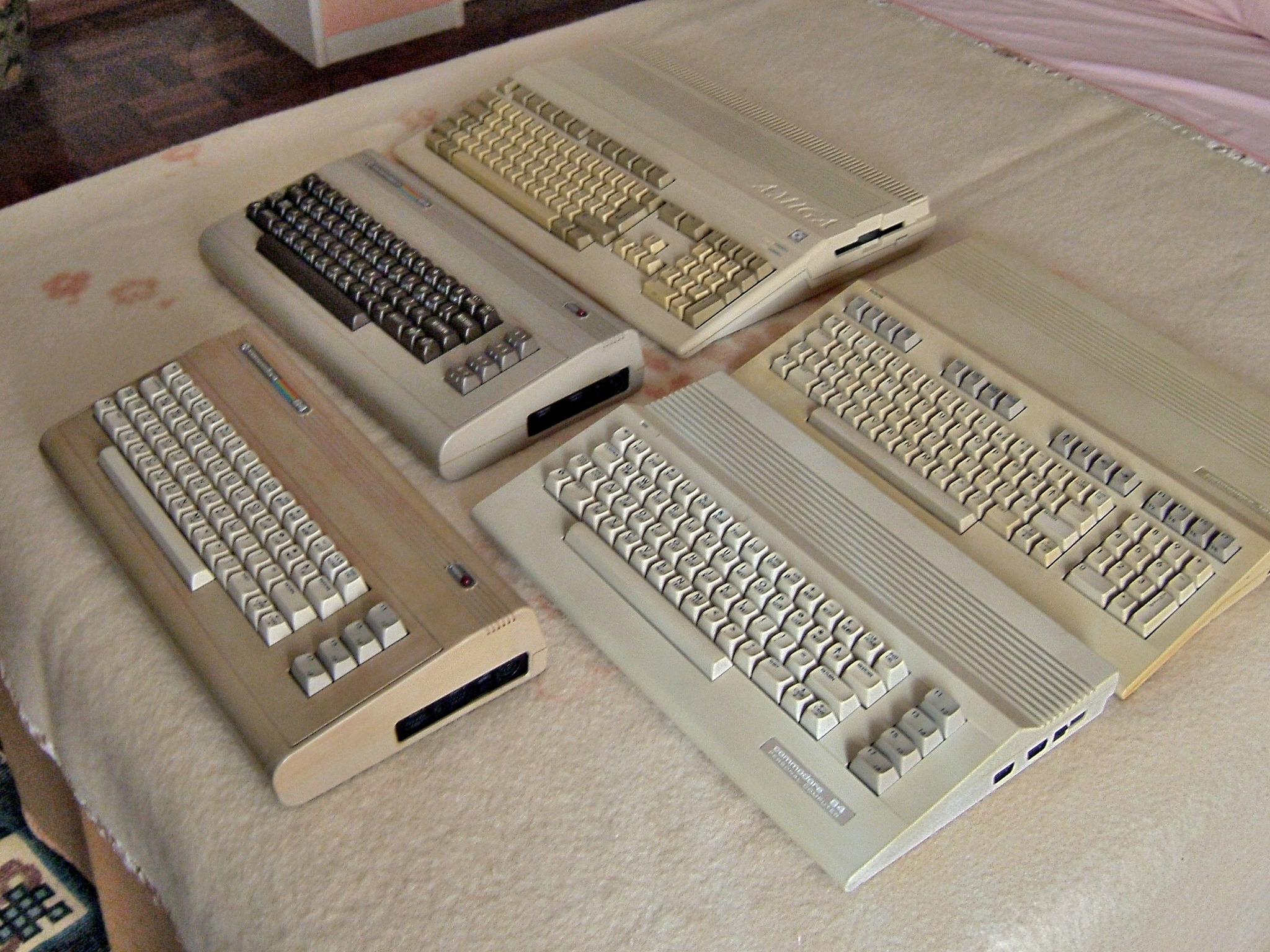
Alcuni home computer della Commodore in una collezione nel 2007, più di un decennio dopo la loro dismissione commerciale.

Il retrocomputing (termine inglese, da retro, "rétro", e computing, "uso del computer") o più raramente la retroinformatica è un'attività che consiste nel recuperare e rimettere in funzione computer di vecchie generazioni e utilizzarli nuovamente per scopi storico-culturali e hobbistici. Si differenzia dal trashware, che consiste sempre nel ripristinare computer datati, ma per scopi pratici ed economici.
Il retrocomputing può consistere anche nel riprodurre fedelmente le funzioni di hardware e software obsoleti tramite l'emulazione su sistemi moderni, senza ripristinare fisicamente i sistemi originali.
Spesso queste opere di riproduzione, prive di utilità pratica, hanno valore come esercizi di hacking.
Un precoce esempio di retrocomputing, forse a suo tempo l'applicativo più diffuso del genere, è un programma per Unix V7 (1979), e altre versioni storiche, che serviva a convertire un testo in una sequenza di codice per schede perforate.
Ci sono diversi filoni che dividono gli appassionati di retrocomputing, a seconda del tipo di computer collezionati: chi ad esempio ama collezionare home computer anni 1980 (Commodore 64, ZX Spectrum, Atari 8-bit, Amiga, Atari ST, Amstrad CPC, MSX), chi i vari PC IBM compatibili, chi le workstation utilizzate come server nelle sale macchine e nei grossi centri elaborazione dati.
Associato strettamente al retrocomputing è il retrogaming, che si applica alla raccolta di videogiochi storici e al recupero di console.